# Elena Gheorghe

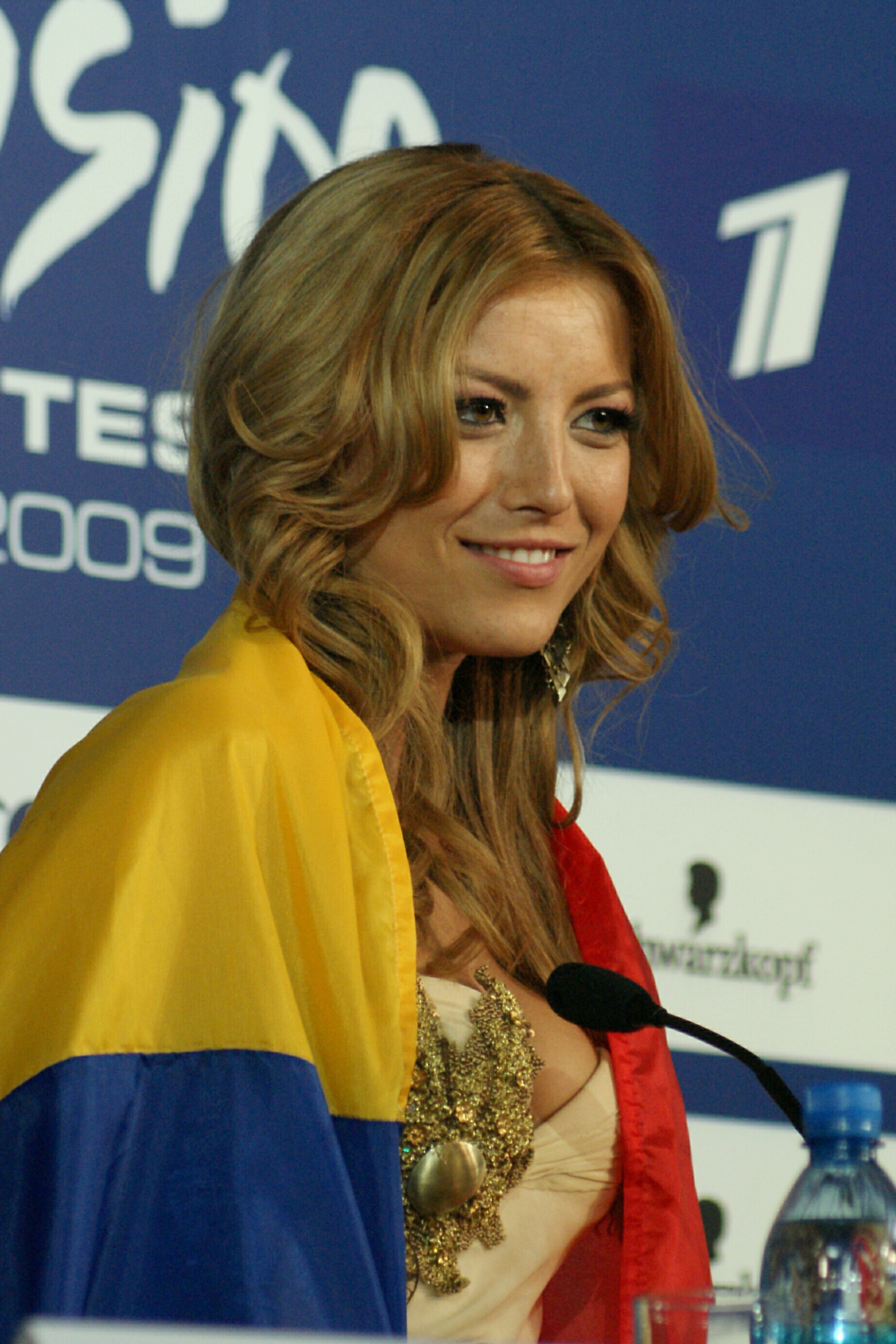
Elena Gheorghe 2009 während des Eurovision Song Contests in Moskau

Elena Gheorghe (* 30. Juli 1985 in Bukarest) ist eine rumänische Popsängerin.
Gheorghe war von 2002 bis 2005 Sängerin der Latin-Pop-Band Mandinga, mit der sie zwei Alben veröffentlichte. 2006 erschien ihr erstes Soloalbum und ab da diverse Popsingles, die in die rumänischen Charts einstiegen. Als Gewinnerin des rumänischen Vorentscheids 2009 trat sie für Rumänien beim Eurovision Song Contest 2009 in Moskau an. Mit ihrem Song The Balkan Girls erreichte sie Platz 19.

## Leben und Karriere

### Familie und Privatleben
Gheorghe entstammt einer kirchlichen Familie. Ihr Vater, Gheorghe Gheorghe, ist Priester und ihre Mutter Mărioara Gheorghe stammt aus einer musikalischen Familie. Väterlicherseits hat sie aromunische Vorfahren aus Makedonien. Ihre jüngere Schwester arbeitet als Journalistin und ihr Bruder ist Fußballer. Am 1. August 2011 heiratete sie den Posaunisten Cornel Ene, ehemaliges Mitglied der Band Mandinga. Im Dezember 2011 brachte sie einen Jungen und im Juli 2017 ein Mädchen zur Welt.

### 1985 bis 2001: Frühe Jahre und erste musikalische Erfahrungen
Bereits im Alter von drei Jahren trat sie gemeinsam mit ihrer Mutter öffentlich auf und nahm Gesangsunterricht. Während ihrer Schulzeit in der fünften Klasse qualifizierte sie sich für einen Wettbewerb, der im Palatul Național al Copiilor in Bukarest ausgetragen wurde, und später für weitere verschiedene Wettbewerbe. 2000 gewann sie auf einem Festival in Baia Mare die Trophäe „Ursulețul de aur“ für eine Interpretation von One Moment in Time von Whitney Houston. Später nahm sie klassischen Gesangsunterricht an der Musikschule Dinu Lipatti in ihrer Heimatstadt Bukarest. Gheorghe singt auf Rumänisch, Englisch und Aromunisch.

### 2002 bis 2005:Mandinga
Ende des Jahres 2002 stieg Gheorghe bei der Latin-Pop-Band Mandinga neben Elena „Helen“ Ionescu als Leadsängerin ein. Nach ihrem Beitritt trat die Gruppe auf verschiedenen lokalen Konzerten auf.
Das erste Studioalbum ...de corazón wurde am 26. Juni 2003 veröffentlicht; die Single Doar cu tine („Nur mit dir“) verhalf der Gruppe zu einem höheren Bekanntheitsgrad. Das Album ...de corazón beinhaltet u. a. elf Titel, die in verschiedenen Musikstilen geschrieben und verfasst wurden, darunter Jazz, Salsa, Merengue und Cumbia.
Im Sommer 2005 erschien das zweite Album Soarele meu („Meine Sonne“). Mit dem auf dem Album enthaltenen gleichnamigen Track qualifizierten sich Mandinga für den rumänischen Vorentscheid zum Eurovision Song Contest 2005, wo sie den vierten Platz erreichten. Im Februar 2006 gab Gheorghe bekannt, dass sie Mandinga verlassen werde, um sich fortan einer Karriere als Solokünstlerin zu widmen.

### 2006 bis 2007:Vocea taundDansez pentru tine
2006 veröffentlichte Gheorghe ihre Debütsingle Vocea ta („Deine Stimme“). Im August 2006 eröffnete sie das Konzert der belgischen Band Vaya Con Dios in Mangalia. Im November 2006 nahm Gheorghe an der rumänischen Tanzshow Dansez pentru tine teil, wo sie im Hauptfinale mit Cornel Ogrean den dritten Platz belegte. Zu Beginn des Jahres 2007 brachte Gheorghe das Lied Ochii tăi căprui („Ihre braunen Augen“) heraus, das auf ihrem Studioalbum enthalten ist. Daraufhin gewann sie u. a. den Romanian Top Hit-Music Award 2007.

### 2008: Zweites und drittes Studioalbum
Im Herbst 2007 nahm Gheorghe die Arbeiten für ihr zweites Studioalbum Te Ador („Ich verehre dich“) auf und veröffentlichte es im Juli 2008. Die beiden auf dem Album enthaltenen Titel Te Ador und das englischsprachige The Balkan Girls erreichten mit Platz 24 und Platz eins eine Position in den Charts. Te Ador beinhaltet elf Lieder in den Musikrichtungen Latino und Pop. Der 7. Titel My Superstar ist eine Zusammenarbeit mit dem rumänischen Sänger Ciro de Luca von der Band Todomondo, die Rumänien auf dem Eurovision Song Contest 2007 in Helsinki vertraten. Zur selben Zeit wechselte Gheorghe zum Plattenlabel Cat Music.
Einige Monate später veröffentlichte sie ihr drittes Album Lilicea Vreariei, das in Gemeinschaftsarbeit mit dem rumänischen Musiker Gică Coadă entstand und noch im selben Jahr herausgebracht wurde. Die dreizehn Lieder des Albums sind im Stil der rumänischen Folklore komponiert. Am Album wirkte unter anderem der Produzent Laurențiu Duță mit.

### 2009:Eurovision Song Contestin Moskau

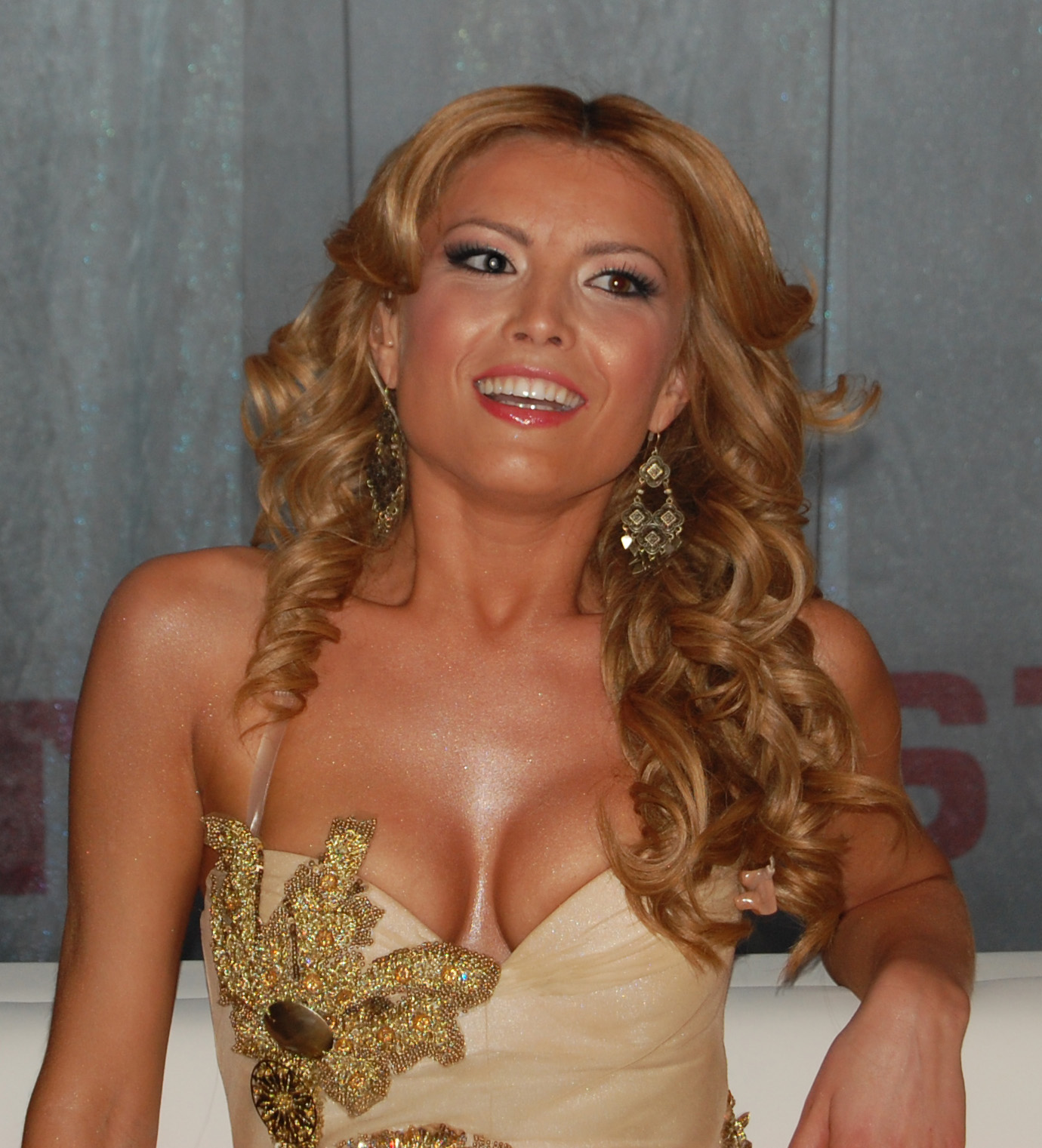
Elena Gheorghe (2009)

Ende des Jahres 2008 nahm Gheorghe in Zusammenarbeit mit Laurențiu Duță das Lied The Balkan Girls auf und veröffentlichte es im Januar 2009. Nachdem das Lied der Selecția Națională für den Vorentscheid zum Eurovision Song Contest 2009 vorgestellt worden war, wurde es mit 22 Punkten bewertet. Die Selecția Naționala wählte somit Gheorghe aus.
Danach wurden vom Lied The Balkan Girls verschiedene Versionen aufgenommen. Das offizielle Musikvideo veröffentlichte Gheorghe im März 2009. Sie spielte das Lied zudem auf mehreren ihrer Konzerte, so in Berlin oder London, wo sie u. a. auf einige Sängerinnen, darunter Nelly Ciobanu, Lidia Kopania, Susanne Georgi und Kejsi Tola, traf, die sich ebenfalls für den ESC 2009 qualifiziert hatten.
Im Mai reiste Gheorghe nach Moskau, wo der Eurovision Song Contest in der Multifunktionshalle Olimpijski stattfand. Im ersten Halbfinale am 12. Mai erreichte sie mit The Balkan Girls 67 Punkte und damit den neunten Platz. Im Finale, das am 16. Mai ausgetragen wurde, erlangte Gheorghe mit 40 Punkten den 19. Platz.

### 2010 bis 2012:Disco Romancing
Im Mai 2010 nahm Gheorghe die Debütsingle Disco Romancing auf und veröffentlichte diese noch im selben Monat. Disco Romancing erreichte Platz 59 in den Niederlanden. Einige Monate später stellte Gheorghe ihre Single Midnight Sun vor. Im August 2011 erschien die Promo-Single Hot Girls in Zusammenarbeit mit dem Sänger Dony.
Im November 2012 brachte Gheorghe ihr viertes Solo-Studioalbum Disco Romancing heraus, welches u. a. in Mexiko, Italien und Spanien veröffentlicht wurde. Das Album beinhaltet sechzehn Titel, darunter zwei Remixversionen der Lieder Disco Romancing und Midnight Sun. An der Produktion war der Musikproduzent Laurențiu Duță beteiligt.

### Ab 2013

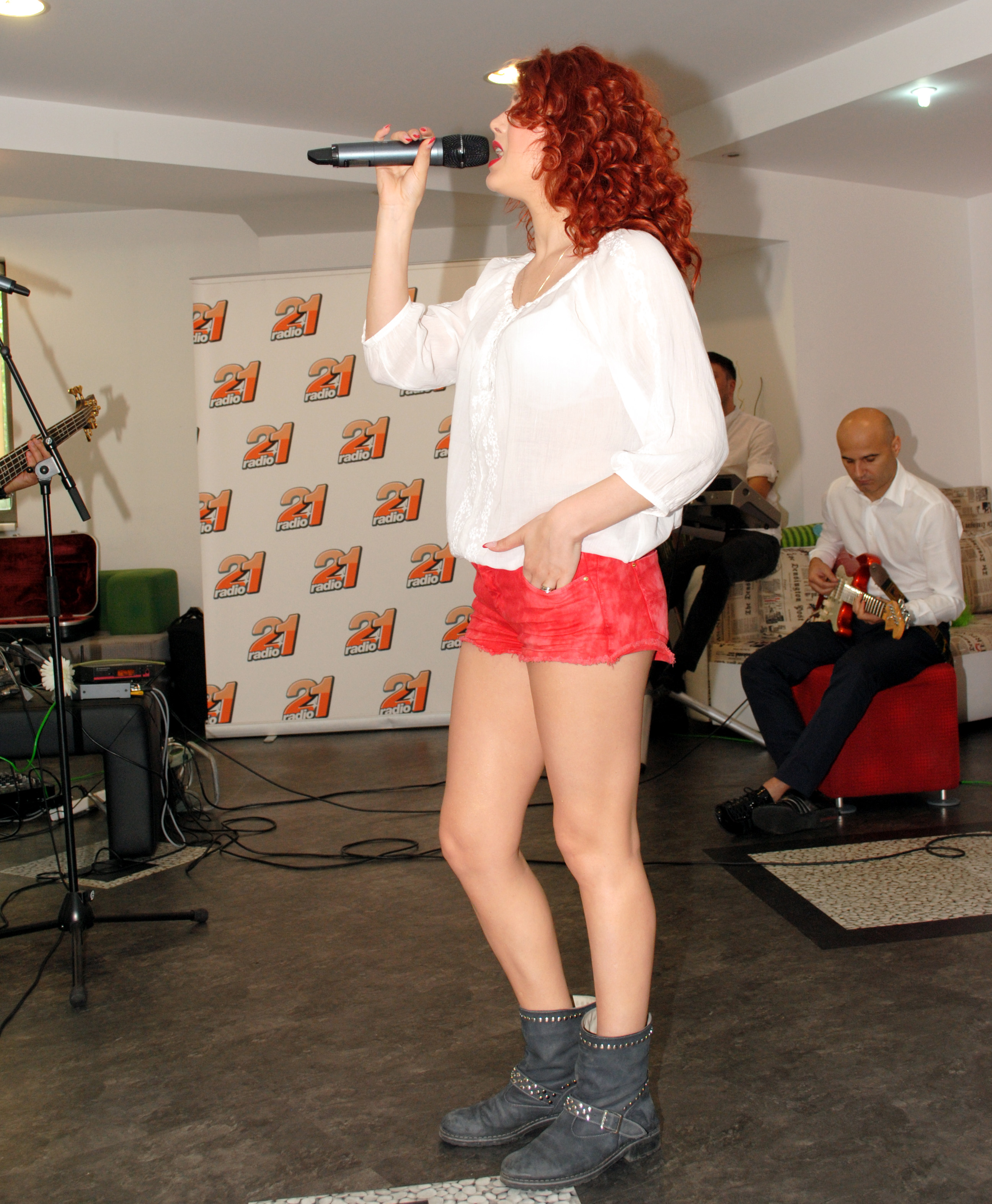
Elena Gheorghe (2013)

Zu Beginn des Monats März 2013 veröffentlichte Gheorghe das Lied Ecou, welches in Zusammenarbeit mit dem Rapper Glance entstand und von Laurențiu Duță produziert und komponiert wurde. Im September desselben Jahres erschien die Single Până dimineața im Duett mit der Sängerin JJ.
Einige Monate danach, im April 2014, veröffentlichte sie das Lied De neînlocuit. Mit Mamma Mia (He's Italiano) in Zusammenarbeit mit Glance erreichte Gheorghe erneut die Charts in Rumänien. Im Herbst 2014 startete Gheorghe ihre Mamma Mia Tour quer durch Südeuropa und Osteuropa.
Der Song În bucăți, welcher im Oktober 2014 erschien und in Zusammenarbeit mit Glance entstand, erreichte die rumänischen Charts und wies in einer Woche 1 Million Klicks auf YouTube auf. Im Dezember folgte das Lied Polul Nord (Brrr...) im Duett mit Adi Cristescu und UDDI.
2015 begann Elena das Projekt Love Moments by Elena, eine Reihe von Live-Sessions auf ihrem YouTube-Kanal. Am 15. Januar veröffentlichte sie eine neu orchestrierte und persönlich interpretierte Version von Eminescu, eine Hommage an den rumänischen Dichter Mihai Eminescu.
Die Reihe Love Moments wurde Ende Januar mit einem weiteren ihrer Songs, Irreplaceable, fortgesetzt, und am 12. Februar, als Geschenk zum Valentinstag, teilte die Künstlerin mit einer neu arrangierten Version des 2008 veröffentlichten Pana la Stele einen Teil ihres persönlichen Lebens und ihrer Liebesgeschichte mit ihrem Mann. Das Video zeigt Aufnahmen von der Hochzeit der Künstlerin aus ihrem persönlichen Archiv.
Im Februar 2015, in Vorbereitung auf den Muttertag, veröffentlichte Elena den Song Mama, in Zusammenarbeit mit F. Charm. Zu dem Song gibt es ein Musikvideo, in dem Elena neben ihrer Mutter, ihrem Sohn, ihrer Tochter, Schwester und ihrer Großmutter auftritt. Seit 2015 erscheinen zunehmend Songs, darunter Lunâ Albâ und Pirifana, die Elena auf Aromunisch singt.

## Diskografie

### Alben
- 2003: ...de corazón (mit Mandinga)
- 2005: Soarele meu (mit Mandinga)
- 2006: Vocea ta
- 2007: Te Ador
- 2008: Lilicea Vreariei (Kompilation)
- 2012: Disco Romancing
- 2019: Lunâ Albâ

Singles
- 2006: Dorințe
- 2006: Vocea ta
- 2007: Te Ador
- 2007: Ochii tăi căprui
- 2008: Te ador
- 2008: Zile și nopți
- 2008: Până la stele
- 2009: The Balkan Girls
- 2009: O Nouă Viață
- 2009: Spune-mi
- 2009: Promisiuni
- 2010: I’m on fire
- 2010: Disco Romancing
- 2010: Midnight Sun
- 2010: Waiting
- 2010: My Superstar
- 2011: Hot Girls (feat. Dony)
- 2011: You’re Captain Tonight
- 2012: Hypnotic
- 2012: Amar Tu Vida
- 2013: Ecou (feat. Glance)
- 2013: Până dimineața (feat. JJ)
- 2014: De neînlocuit
- 2014: Mamma Mia (He’s Italiano) (feat. Glance)
- 2014: În bucăți (feat. Glance & Naguale)
- 2014: Polul Nord (Brrr...) (feat. Adi Cristescu & Uddi)
- 2015: Mama (feat. F Charm)
- 2015: Señor Loco (feat. Danny Mazo)
- 2015: Autograf
- 2016: Mirror (feat. Kaira)
- 2016: Antidot
- 2016: Lăcrămîoara
- 2016: Perna mea
- 2016: E crăciun și ninge
- 2017: Body Song
- 2017: Duminică (feat. DJ Project)
- 2017: Hot Bhangra (feat. DJ Valdi)
- 2018: Un gram de suflet
- 2018: Lalla
- 2018: Lunâ Albâ
- 2019: Ela Ela
- 2019: Turboman
- 2019: Steaua imshata di pi ter
- 2019: Tu nopțî
- 2019: Gura Ta
- 2019: Armâna Mea
- 2019: Numele tău
- 2021: Luñina
- 2023: Sufletul